# Nadace rozvoje občanské společnosti
Nadace rozvoje občanské společnosti (NROS) patří mezi nejvýznamnější neziskové organizace v České republice. Zaměřuje se na rozvoj občanské společnosti a českého neziskového sektoru. Od svého vzniku podpořila více než 4800 projektů finanční částkou přesahující 1,7 miliardy korun. Zdrojem nadačních příspěvků jsou především grantové programy pocházející z Evropské unie, Evropského hospodářského prostoru, ale také příspěvky od individuálních a firemních dárců.

## Hlavní cíle
NROS zaměřuje svoji podporu na neziskové organizace, které poskytují pomoc ohroženým a znevýhodněným skupinám, hájí lidská práva a demokratické hodnoty, vytvářejí programy zlepšující vzájemné soužití a toleranci menšin. Mezi další cíle nadace patří podpora aktivit vedoucích k oživení zájmu občanů o veřejný život a místní rozvoj. Speciální programy nadace vytváří pro děti a mladé lidi, kteří představují jednu z klíčových sílových skupin NROS.
Nadace se rovněž zaměřuje na zvyšování informovanosti a vzdělávání v neziskovém sektoru. Podporu organizací občanské společnosti považuje nadace za jeden hlavních prostředků k naplnění své vize. Tou je společnost odpovědných, aktivních jednotlivců, kteří jsou schopni ovlivňovat věci veřejné a upevňovat demokratické hodnoty, občanská práva a svobody a prosazovat toleranci.

## Hlavní programy

### Pomozte dětem
Dlouhodobý charitativní projekt Pomozte dětem pořádá NROS společně s Českou televizí. Program pomáhá ohroženým a znevýhodněným dětem do 18 let. Jeho součástí je celoroční veřejná sbírka, která vrcholí o Velikonocích charitativním večerem v přímém přenosu České televize. NROS rozděluje výnos sbírky v otevřením výběrovém řízení na podporu projektů nestátních neziskových organizací ze všech regionů České republiky. Za 21 ročníků (1999 až 2019) projekt rozdělil 243,1 milionu korun. Podle průzkumů agentury STEM je Pomozte dětem v České republice dlouhodobě nejznámější a nejdůvěryhodnější sbírkou. Symbolem projektu je stylizovaná figura žlutého kuřete s červenobílým záchranným kruhem kolem těla.

### Cesta k úspěšné budoucnosti
Projekt je zaměřený na zvyšování kvality odborného vzdělávání a posilování dovedností studentů ve Středočeském kraji. Má přispět k vyrovnání nerovností ve vzdělávání a k modernizaci středního odborného školství tak, aby absolventi škol našli lepší uplatnění na trhu práce.

### Ocenění Neziskovka roku
Neziskovka roku je nezávislé prestižní ocenění pro neziskové organizace v České republice. NROS ho uděluje od roku 2012 s pomocí metodiky „Zdravého organizačního řízení“©.
Cílem udělených ocenění je podpořit profesionálně řízené neziskové organizace v naší zemi a současně je motivovat k dalšímu zdokonalování své práce. Záměrem NROS je zvýšit prestiž neziskových organizací ve společnosti a přispět k tomu, aby i malé lokální organizace získaly uznání jako důvěryhodní partneři pro komerční subjekty a státní správu. Ocenění jsou udělována těm organizacím, které svou dlouhodobou a kvalitní činností významně přispívají k pozitivním změnám v české společnosti a dokážou nadchnout dárce i širokou veřejnost.

### Vzdělávání a profesionalizace neziskových organizací
Dlouhodobě se NROS snaží neziskovky podporovat nejen finančně, ale systematicky se věnuje i jejich vzdělávání a profesionalizaci. Zaměřuje se na jejich podporu v konkrétních oblastech s cílem zlepšit jejich vnitřní fungování, aby byly dlouhodobě udržitelné. Všechny jejich kurzy jsou navrženy s důrazem na praktické příklady, interaktivní prostředí a individuální konzultace, aby zaručili maximální přínos. Jejich kurzy také poskytují prostor pro setkávání pracovníků z různých neziskových organizací, v rámci něhož mohou sdílet své zkušenosti a navazovat nové kontakty. Vzdělávací aktivity naleznete na webu Vzdělávejte se s NROSkou.

## Historie
Na jaře roku 1993 (7. dubna 1993) byla zaregistrována Nadace rozvoje občanské společnosti jako český právní subjekt pověřený spravováním programu Phare v České republice. Založení předcházela roční přípravná fáze, konzultační procesy se zástupci Evropské komise, externími poradci a kulaté diskuzní stoly v rámci neziskového sektoru. NROS ve svých počátcích sídlila prozatímně v kanceláři Nadace Charty 77 ve Washingtonově ulici. V roce 1994 nadace přesídlila do kanceláře v ulici Politických vězňů, rozšířila tým pracovníků a zahájila administraci mikroprojektů Phare a Tacis Demokracie v ČR. NROS vydala svoji první studii o neziskových organizacích s názvem Základní informace o neziskovém sektoru v ČR a podílela se na úsilí zlepšit a jasněji vymezit legislativní prostředí neziskových organizací v ČR.
V roce 1995 se nadace přestěhovala do kanceláře na Senovážné náměstí, podílela se na přípravě konference nestátních neziskových organizací v Benešově a dále na práci Stálé komise konference nadací a jiných nevládních neziskových organizací. NROS v tomto roce stála u zrodu Fóra dárců. V roce 1996 byla NROS pověřena administrací programu EU-LIEN – mikroprojekty. Ve stejném roce je nadace přizvána jako stálý host k Radě pro nadace při Úřadu vlády ČR, která obnovila svoji činnost. NROS pořádala veletrh sociálních služeb pod názvem VITA HUMANA 96 ve spolupráci s Nadací Charty 77 a Výborem dobré vůle – Nadací Olgy Havlové.
V roce 1998 se NROS přestěhovala do prostor v Jelení ulici, spolu s dalšími neziskovými organizacemi zřídila v přízemí domu Klub neziskových organizací, který se stal místem setkávání, výstav a prezentací činnosti neziskových organizací. V roce 1999 po roce a půl přípravných prací NROS zahájila ve spolupráci s Českou televizí charitativní sbírku „Pomozte dětem“, která představovala nový zdroj prostředků pro projekty NNO na pomoc ohroženým a znevýhodněným dětem. Nadace se stála součástí mezinárodní sítě nadací pro děti a mládež (International Youth Foundation) a začala pracovat na dalších programech v této oblasti.
V roce 2002 NROS zahájila dva nové grantové programy: Make a Connection – Připoj se! pro mladé lidi ve věku 16 až 24 let, podporovaný společností Nokia, a česko-polsko-německý program klub-net, podporovaný Nadací Roberta Bosche. V roce 2005 po 12 letech skončil program Phare, pro který byla v roce 1993 Nadace rozvoje občanské společnosti založena. Získané zkušenosti umožnily uspět v soutěži o správu Blokového grantu, určeného neziskovým organizacím ve Finančním mechanizmu Norska a Evropského hospodářského prostoru. NROS poprvé získala rozsáhlou státní zakázku ve veřejné soutěži.
Dalším zlomovým rokem v životě nadace byl rok 2011. Nadace se přestěhovala na novou adresu v ulici Na Václavce v Praze 5. Čerstvě zrekonstruované půdní prostory byly otevřeny pro neziskové organizace, které v nich mohou pořádat své vzdělávací akce. NROS změnila nejen adresu, ale také své logo a webové stránky tak, aby odpovídaly filozofii a dalšímu směřování nadace. Zcela nově bylo navázáno partnerství s Nadací O2 na programu Think Big. V tomto roce skončil rovněž z nejvýznamnějších programů uplynulých let, kterým byl Blokový grant pro nestátní neziskové organizace, podporovaný z Finančních mechanismů EHP a Norska. Program podpořil 181 projektů v oblasti lidských práv, multikulturality, ekologie, dětí a mladistvých se specifickými problémy.
V roce 2023 oslavila nadace 30 let fungování. NROS stála u vzniku mnoha nových organizací, které se později zařadily mezi významné subjekty nově se strukturujícího neziskového sektoru. Dnes jsou tyto organizace schopné zpracovávat kvalitní projekty a koncepce řešící závažné společenské problémy. Ve snahách o rozvoj vzdělávání a zvyšování informovanosti v oblasti neziskového sektoru a o jeho celkovou profesionalizaci usilujeme i nadále.